# Pedro el Diácono (bibliotecario)
Pedro el Diácono, latinizado Petrus Diaconus (Roma, c. 1107-† c. 1140), monje benedictino, historiador y escritor medieval, que no hay que confundir con otros homónimos.
Descendía de los Condes de Tusculum e ingresó en 1115 en el monasterio de Monte Casino. Allí fue bibliotecario. Hacia 1127 abandonó la abadía y se retiró a Atina, quizá porque tomó partido por el abad Orderisius. En 1137 volvió a Monte Casino y ese mismo año el emperador Lotario II lo hizo su secretario y lo tuvo con él por más que el abad Wibald consideraba que la vuelta de Pedro era necesaria a la Abadía. En esta, Pedro compiló un registro de los libros y documentos de su archivo.
Continuó la Chronica Casinensis, Chronicon Casinense o Chronica Monasterii Casinensis (Crónica de Monte Casino) de Leo Marsicanus (u Ostiensis) desde 1075 a 1138, y escribió otras obras históricas serias: De viris illustribus Casinensibus; De ortu et obitu justorum Casinensium; De Locis sanctis (hacia 1137); Disciplina Casinensis; Rhythmus de novissimis diebus... Todos sus libros están llenos de curiosas y amenas noticias. Su obra se encuentra recogida en la Patrología latina de Migne, CLXXIII, 763-1144.